# Casa del Labrador
La casa del Labrador è un palazzo neoclassico ad Aranjuez, in Spagna. Il nome significa "casa del bracciante" ed è stato preso in prestito da un precedente edificio del sito, sebbene il nuovo edificio fosse destinato all'uso reale. Venne progettato per completare il Palazzo Reale, fornendo un luogo in cui la famiglia reale poteva trascorrere la giornata senza alcune delle consuete restrizioni della vita di corte.

## Architettura
Il progetto iniziale venne realizzato dall'architetto reale Juan de Villanueva su richiesta del re Carlo IV.

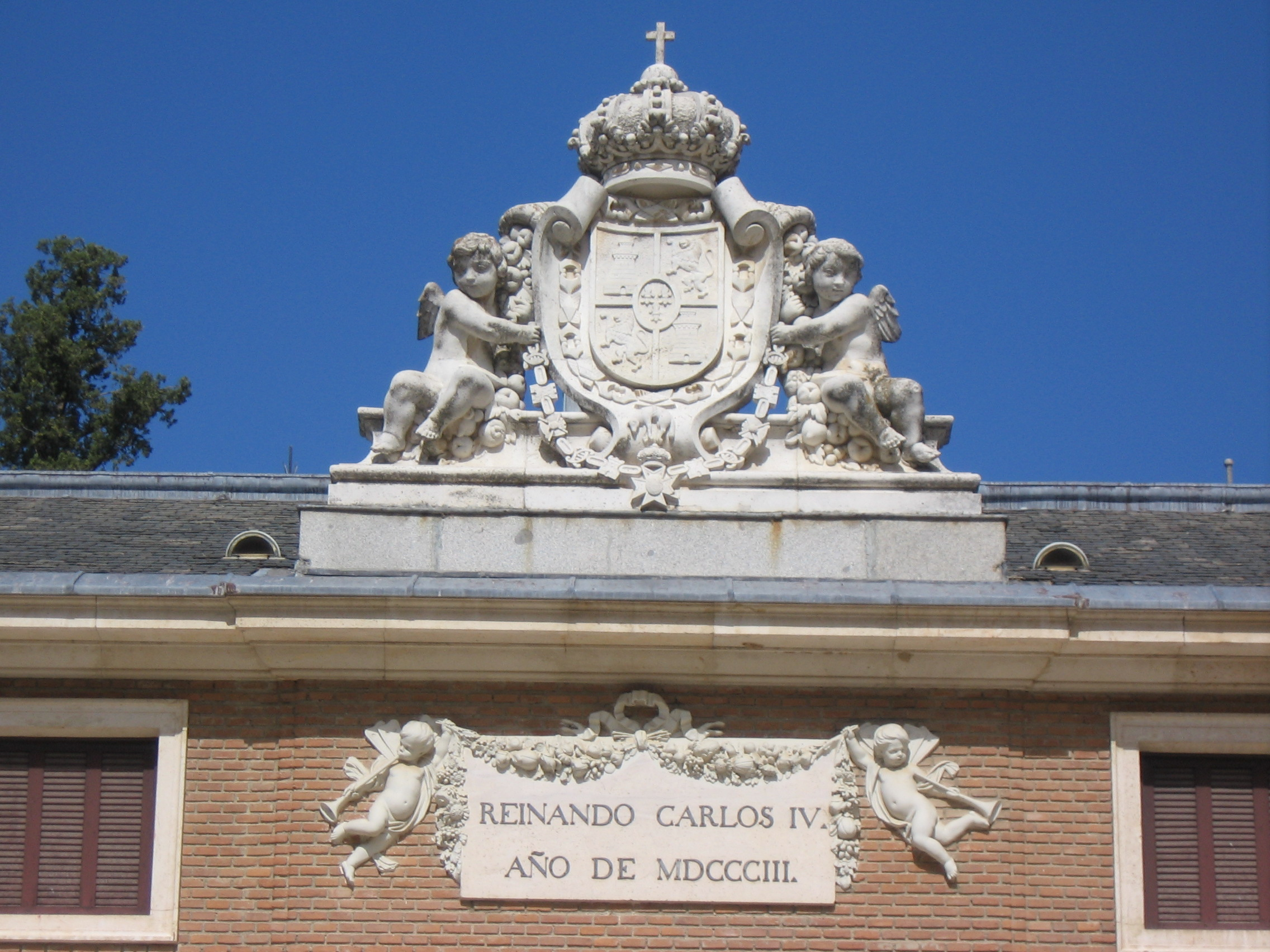
Particolare della facciata con data in numeri romani

Un cartiglio sulla facciata riporta la data del 1803. Il lavoro venne completato da Isidro González Velázquez.

## Decorazioni
Il designer francese Jean-Démosthène Dugourc, entrato al servizio di Carlo IV dopo lo scoppio della Rivoluzione francese, diede un importante contributo alle decorazioni interne.
I pavimenti in marmo incorporano alcuni mosaici romani rinvenuti a Merida. Ci sono anche murali di Zacarías González Velázquez.

## Accesso e conservazione
La Casa del Labrador si trova in un parco chiamato giardino del Principe, al confine con il fiume Tago. L'accesso ai giardini che circondano la Casa del Labrador è gratuito, ma è previsto un supplemento per visitare la casa che è curata dall'agenzia per il Patrimonio Nacional. Il giardino del Príncipe è anche la sede del Museo Faluas Reales, un edificio moderno che ospita chiatte da diporto della collezione reale.

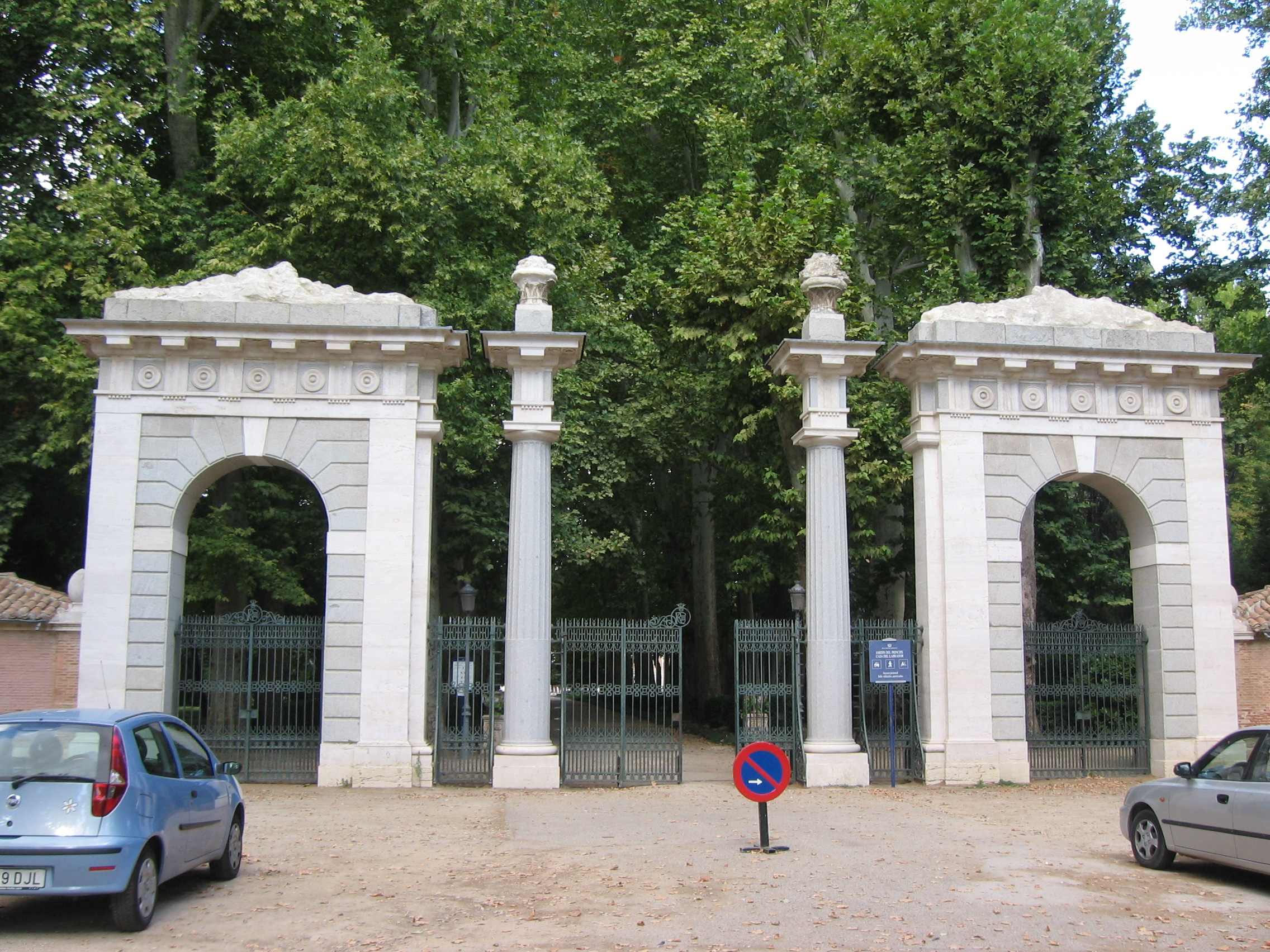
Ingresso al parco

Nel 1993 l'edificio è stato inserito nel registro del patrimonio spagnolo come Bien de Interés Cultural con il nome "Casita del Labrador". Anche i giardini in cui si trova sono protetti come Jardín Histórico. Dal 2001 diverse architetture reali di Aranjuez fanno parte del patrimonio dell'umanità, sotto la denominazione di paesaggio culturale di Aranjuez.